# Dom von Savonlinna

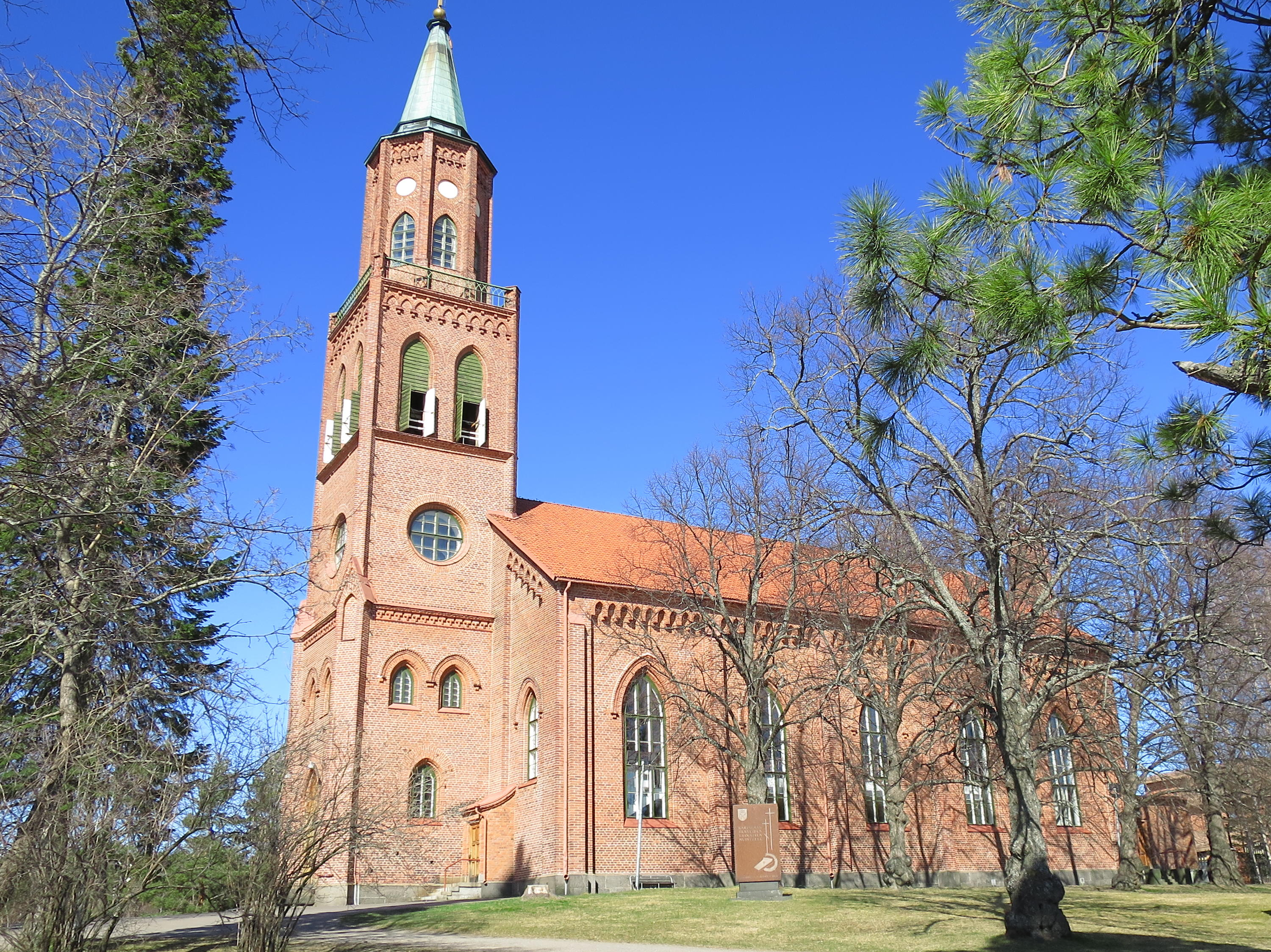
Außenansicht

Der Dom zu Savonlinna ist ein Kirchenbau in der finnischen Stadt Savonlinna. 1874–1878 erbaut, diente sie von 1896 bis 1925 als Bischofskirche des evangelisch-lutherischen Bistums Savonlinna. Heute ist sie die Pfarrkirche der evangelisch-lutherischen Kirchengemeinde von Savonlinna.

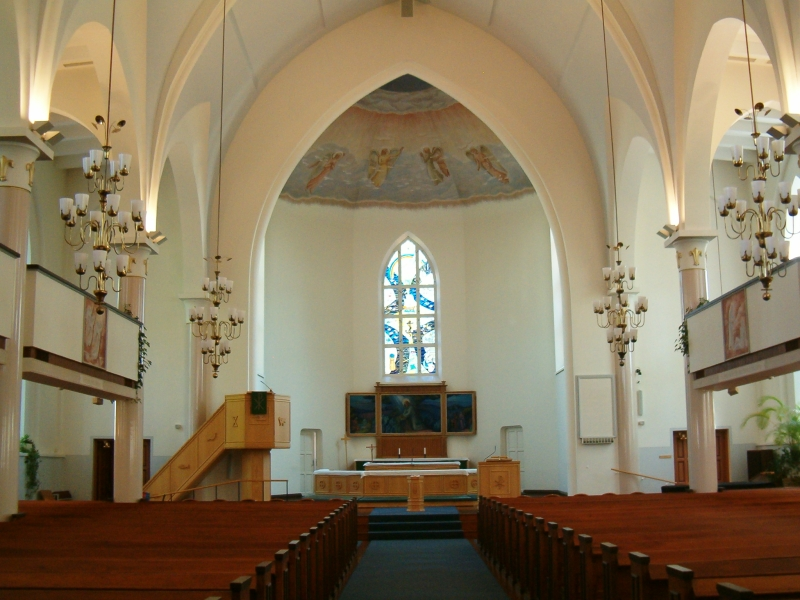
Innenansicht

Der Dom von Savonlinna wurde unter Axel Hampus Dahlström im Stil der Neogotik erbaut und bietet 1000 Gläubigen Platz. Obwohl der Bischofssitz 1925 in das heute russische Viipuri (Wyborg) verlegt wurde, blieb der Titel „Dom“ erhalten. Heute befindet sich der Bischofssitz wieder in Finnland, wurde jedoch nach Mikkeli verlegt.
Während des Winterkrieges 1940 wurde Savonlinna bombardiert, wobei auch der 51 Meter hohe Dom beschädigt wurde. Unter Bertel Liljequist wurde er 1947–1948 etwas einfacher als ursprünglich wieder errichtet. Bei der jüngsten Restaurierung 1990–1991 unter Ansu Ånström wurden auch die Orgel und das Altarfenster erneuert.

## Orgel

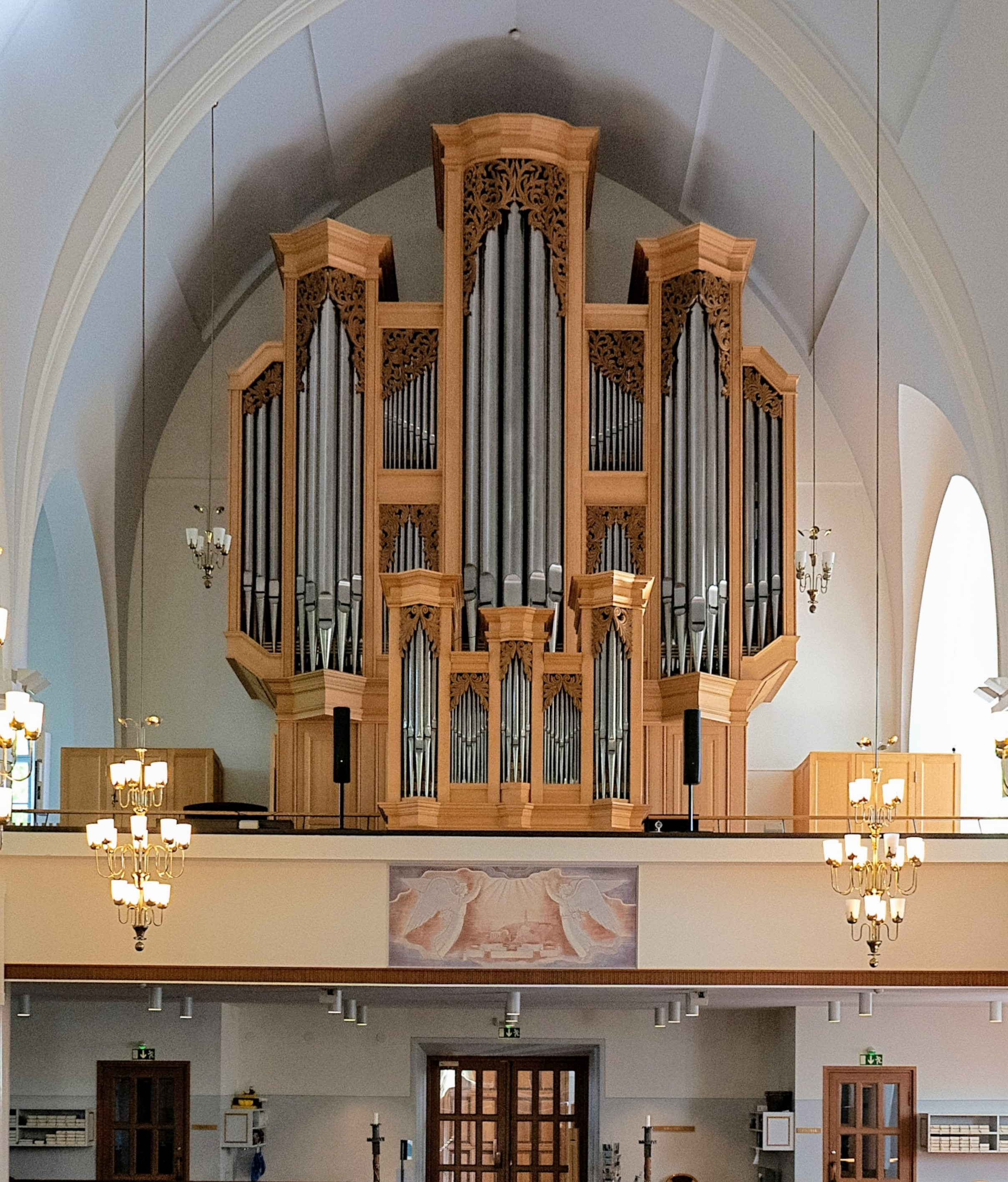
Porthan-Orgel

Eine erste Orgel mit 19 Registern lieferte B. A. Thulé 1893. Sie wurde 1913 erweitert und 1940 im Winterkrieg zerstört. 1950 baute Kangasalan Urkutehdas ein größeres, dreimanualiges Instrument. Im Zusammenhang mit der Grundrenovierung des Domes 1990 wurde eine neue Orgel geplant. Sie wurde von dem finnischen Orgelbauunternehmen Martti Porthan errichtet. Als Vorbild diente die deutsche Barockorgel des berühmten Orgelbauers  Gottfried Silbermann. Die Orgel umfasst 45 Register, verteilt auf drei Manuale und Pedal. Die Spieltraktur ist mechanisch. Die Disposition lautet:
| I Rückpositiv C–g3 |       |
| Gedackt            | 8′    |
| Quintadehn         | 8′    |
| Principal          | 4′    |
| Rohrflöthe         | 4′    |
| Octava             | 2'    |
| Gemshorn           | 2′    |
| Quinta             | 1 ⁄2′ |
| Sesquialtera II    |       |
| Cimbeln III        |       |
| Chalumeau          | 8′    |
| Tremulant          |       |

| II Hauptwerk C–g3 |     |
| Principal         | 16′ |
| Octava            | 8′  |
| Rohrflöthe        | 8′  |
| Viol di Gamba     | 8′  |
| Octava            | 4′  |
| Spielflöthe       | 4′  |
| Quinta            | 3'  |
| Octava            | 2′  |
| Tertia            |     |
| Cornett V         |     |
| Mixtur IV         |     |
| Cimbeln III       |     |
| Trompete          | 8′  |

| III Oberwerk C–g3 |     |
| Bordun            | 16′ |
| Principal         | 8′  |
| Gedackt           | 8′  |
| Unda maris        | 8′  |
| Octava            | 4′  |
| Spielflöthe       | 4′  |
| Nassat            | 3′  |
| Octava            | 2′  |
| Flaschlöt         | 1′  |
| Mixtur V          |     |
| Fagott            | 16′ |
| Trompete          | 8′  |
| Vox humana        | 8′  |
| Tremulant         |     |

| Pedal C–f1    |     |
| Principalbass | 16′ |
| Subbass       | 16′ |
| Quintbass     | 12′ |
| Octavbass     | 8′  |
| Octavbass     | 4′  |
| Mixturbass IV |     |
| Posaunenbass  | 16′ |
| Trompetenbass | 8′  |
| Clarinbass    | 4′  |

- Koppeln: III/II, I/II, I/P, II/P, III/P
- mechanische und elektrische Registertraktur, Setzeranlage mit 256 Speicherplätzen

Außerdem besitzt die Kirchengemeinde ein 2010 erbautes dreiregistriges Orgelpositiv von Henk Klop.